# Nordkalottleden
Nordkalottleden (finsk: Kalottireitti) er en afmærket sti der går gennem de nordligste dele af Norge, Sverige og Finland. Stien er i alt 800 kilometer lang, fra Kautokeino i Finnmark til Sulitelma i Nordland. En alternativ rute ender i Kvikkjokk i Sverige.
Stien krydser landegrænser ti gange undervejs. 380 kilometer af stien ligger i Norge, 350 kilometer i Sverige og 70 kilometer i Finland. Ruten går blandt andet gennem Øvre Dividal, Rohkunborri, Abisko, Reisa og Padjelanta Nationalpark.
Stien blev planlagt i 1977 som en sammenkobling af eksisterende kortere stier.

## Vandring langs Nordkalottleden
Selv om Nordkalottleden er afmærket med varder og skilte er det nødvendigt at medbringe kort. Vandstanden kan være høj, i særdeleshed om sommeren når snesmeltningen er mest intens, og det kan føre til at man må gå omveje i forhold til hvor leden egentlig går.
Vandring på Nordkalottleden er krævende og anbefales ikke for uerfarne. Afstanden mellem overnatningshytter er ofte for lang til at passe ind i en dagsvandring. Man bør derfor tage et telt med.